# Saint-Germier (Haute-Garonne)
Pour les articles homonymes, voir Saint-Germier.
Saint-Germier est une commune française située dans le nord-est du département de la Haute-Garonne, en région Occitanie.
Sur le plan historique et culturel, la commune est dans le Lauragais, l'ancien « Pays de Cocagne », lié à la fois à la culture du pastel et à l’abondance des productions, et de « grenier à blé du Languedoc ». Exposée à un climat océanique altéré, elle est drainée par le ruisseau de Visenc et par divers autres petits cours d'eau.
Saint-Germier est une commune rurale qui compte 120 habitants en 2022, après avoir connu un pic de population de 277 habitants en 1793. Elle fait partie de l'aire d'attraction de Toulouse. Ses habitants sont appelés les Saint-Germierois ou  Saint-Germieroises.

## Géographie

### Localisation
La commune de Saint-Germier se trouve dans le département de la Haute-Garonne, en région Occitanie.
Elle se situe à 28 km à vol d'oiseau de Toulouse, préfecture du département, et à 22 km de Revel, bureau centralisateur du canton de Revel dont dépend la commune depuis 2015 pour les élections départementales.
La commune fait en outre partie du bassin de vie de Villefranche-de-Lauragais.
Les communes les plus proches sont : 
Toutens (1,2 km), Cessales (1,6 km), Ségreville (2,3 km), Trébons-sur-la-Grasse (2,4 km), Mourvilles-Basses (2,9 km), Beauville (3,4 km), Varennes (3,7 km), Saint-Vincent (4,0 km).
Sur le plan historique et culturel, Saint-Germier fait partie du Lauragais, occupant une vaste zone, autour de l’axe central que constitue le canal du Midi, entre les agglomérations de Toulouse au nord-ouest et Carcassonne au sud-est et celles de Castres au nord-est et Pamiers au sud-ouest. C'est l'ancien « Pays de Cocagne », lié à la fois à la culture du pastel et à l’abondance des productions, et de « grenier à blé du Languedoc ».
Saint-Germier est limitrophe de six autres communes.
Les communes limitrophes sont  Caragoudes, Cessales, Mourvilles-Basses, Toutens, Trébons-sur-la-Grasse et Varennes.
| Mourvilles-Basses | Caragoudes            |          |
| Varennes          | Saint-Germier         | Toutens  |
|                   | Trébons-sur-la-Grasse | Cessales |

### Géologie et relief
La superficie de la commune est de 374 hectares ; son altitude varie de 188  à   271 mètres.

### Hydrographie

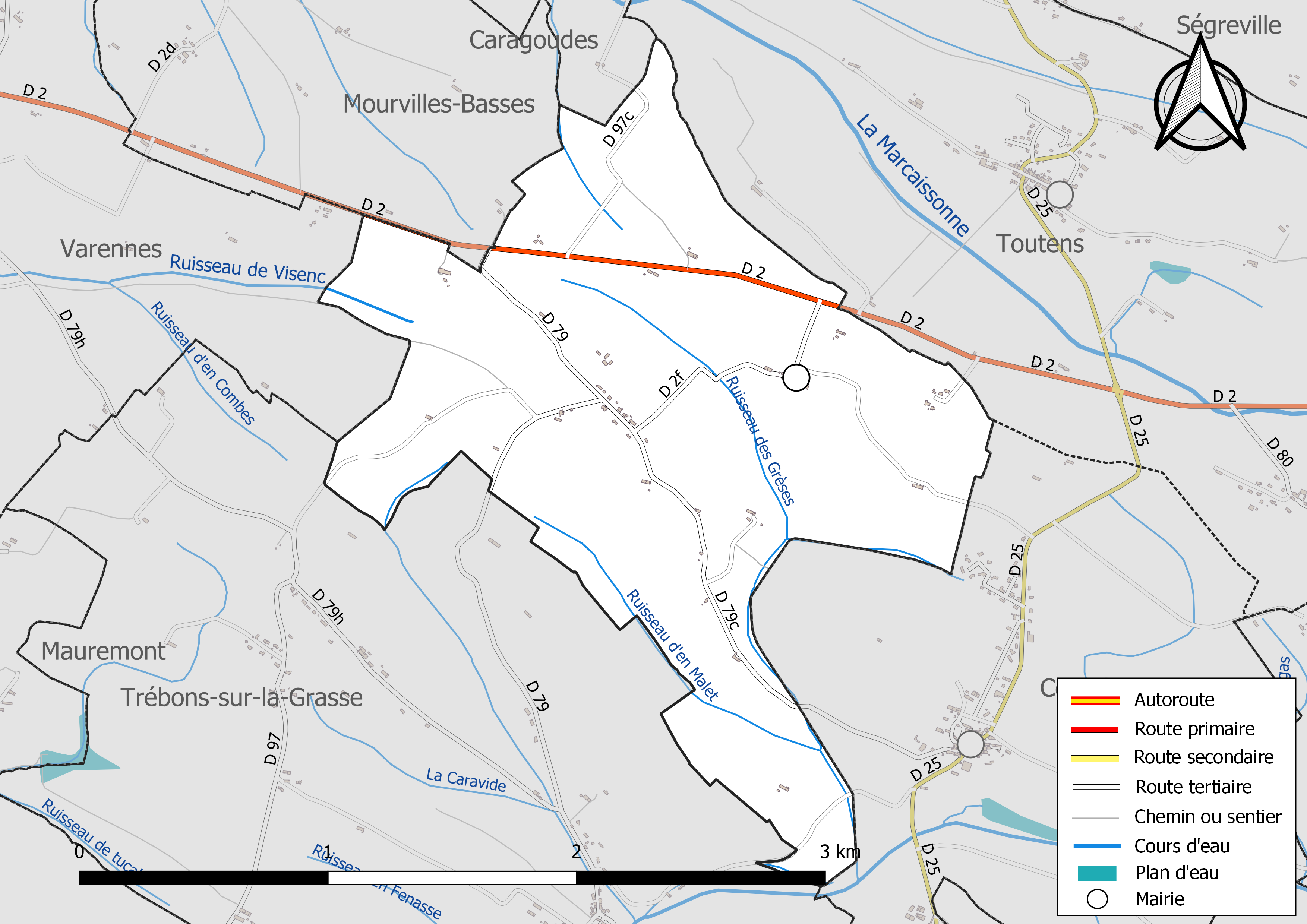
Réseaux hydrographique et routier de Saint-Germier.

La commune est dans le bassin de la Garonne, au sein du bassin hydrographique Adour-Garonne. Elle est drainée par le ruisseau de Visenc, le ruisseau d'en Malet, le ruisseau des Grèses et par divers petits cours d'eau, constituant un réseau hydrographique de 6 km de longueur totale,.

### Climat
Pour des articles plus généraux, voir Climat de l'Occitanie et Climat de la Haute-Garonne.
En 2010, le climat de la commune est de type climat du Bassin du Sud-Ouest, selon une étude s'appuyant sur une série de données couvrant la période 1971-2000. En 2020, Météo-France publie une typologie des climats de la France métropolitaine dans laquelle la commune est exposée à un climat océanique altéré et est dans la région climatique Aquitaine, Gascogne, caractérisée par une pluviométrie abondante au printemps, modérée en automne, un faible ensoleillement au printemps, un été chaud (19,5 °C), des vents faibles, des brouillards fréquents en automne et en hiver et des orages fréquents en été (15 à 20 jours).
Pour la période 1971-2000, la température annuelle moyenne est de 12,9 °C, avec une amplitude thermique annuelle de 15,8 °C. Le cumul annuel moyen de précipitations est de 795 mm, avec 10,8 jours de précipitations en janvier et 5,6 jours en juillet. Pour la période 1991-2020, la température moyenne annuelle observée sur la station météorologique la plus proche, située sur la commune de Ségreville à 2 km à vol d'oiseau, est de 13,4 °C et le cumul annuel moyen de précipitations est de 747,6 mm,. Pour l'avenir, les paramètres climatiques de la commune estimés pour 2050 selon différents scénarios d'émission de gaz à effet de serre sont consultables sur un site dédié publié par Météo-France en novembre 2022.

### Milieux naturels et biodiversité
Aucun espace naturel présentant un intérêt patrimonial n'est recensé sur la commune dans l'inventaire national du patrimoine naturel,,.

## Urbanisme

### Typologie
Au 1er janvier 2024, Saint-Germier est catégorisée commune rurale à habitat dispersé, selon la nouvelle grille communale de densité à sept niveaux définie par l'Insee en 2022.
Elle est située hors unité urbaine. Par ailleurs la commune fait partie de l'aire d'attraction de Toulouse, dont elle est une commune de la couronne,. Cette aire, qui regroupe 527 communes, est catégorisée dans les aires de 700 000 habitants ou plus (hors Paris),.

### Occupation des sols
L'occupation des sols de la commune, telle qu'elle ressort de la base de données européenne d’occupation biophysique des sols Corine Land Cover (CLC), est marquée par l'importance des territoires agricoles (100 % en 2018), une proportion identique à celle de 1990 (100 %). La répartition détaillée en 2018 est la suivante : 
terres arables (97,1 %), zones agricoles hétérogènes (2,9 %). L'évolution de l’occupation des sols de la commune et de ses infrastructures peut être observée sur les différentes représentations cartographiques du territoire : la carte de Cassini (XVIIIe siècle), la carte d'état-major (1820-1866) et les cartes ou photos aériennes de l'IGN pour la période actuelle (1950 à aujourd'hui).

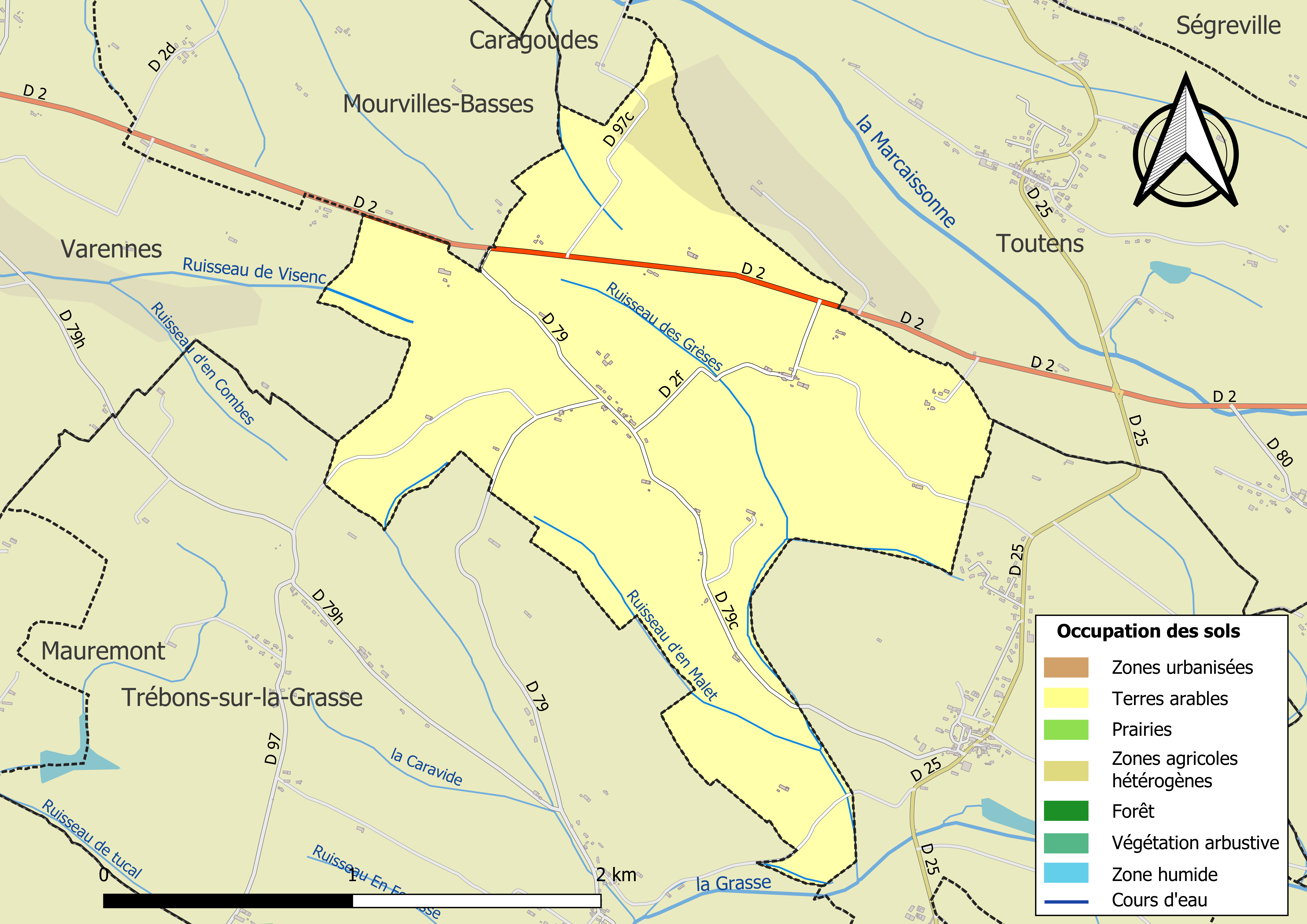
Carte des infrastructures et de l'occupation des sols de la commune en 2018 (CLC).

### Voies de communication et transports

#### Voies de communication
L'axe routier Toulouse-Revel (D 2) passe dans la commune, ainsi, en vingt-cinq minutes, on peut être à l'entrée de Toulouse ou de Revel.

#### Transports
La ligne 357 du réseau Arc-en-Ciel relie la commune à la gare routière de Toulouse depuis Revel.

### Risques majeurs
Le territoire de la commune de Saint-Germier est vulnérable à différents aléas naturels : météorologiques (tempête, orage, neige, grand froid, canicule ou sécheresse), inondations et séisme (sismicité très faible). Un site publié par le BRGM permet d'évaluer simplement et rapidement les risques d'un bien localisé soit par son adresse soit par le numéro de sa parcelle.
Certaines parties du territoire communal sont susceptibles d’être affectées par le risque d’inondation par débordement de cours d'eau, notamment La commune a été reconnue en état de catastrophe naturelle au titre des dommages causés par les inondations et coulées de boue survenues en 1982, 1999 et 2009,.

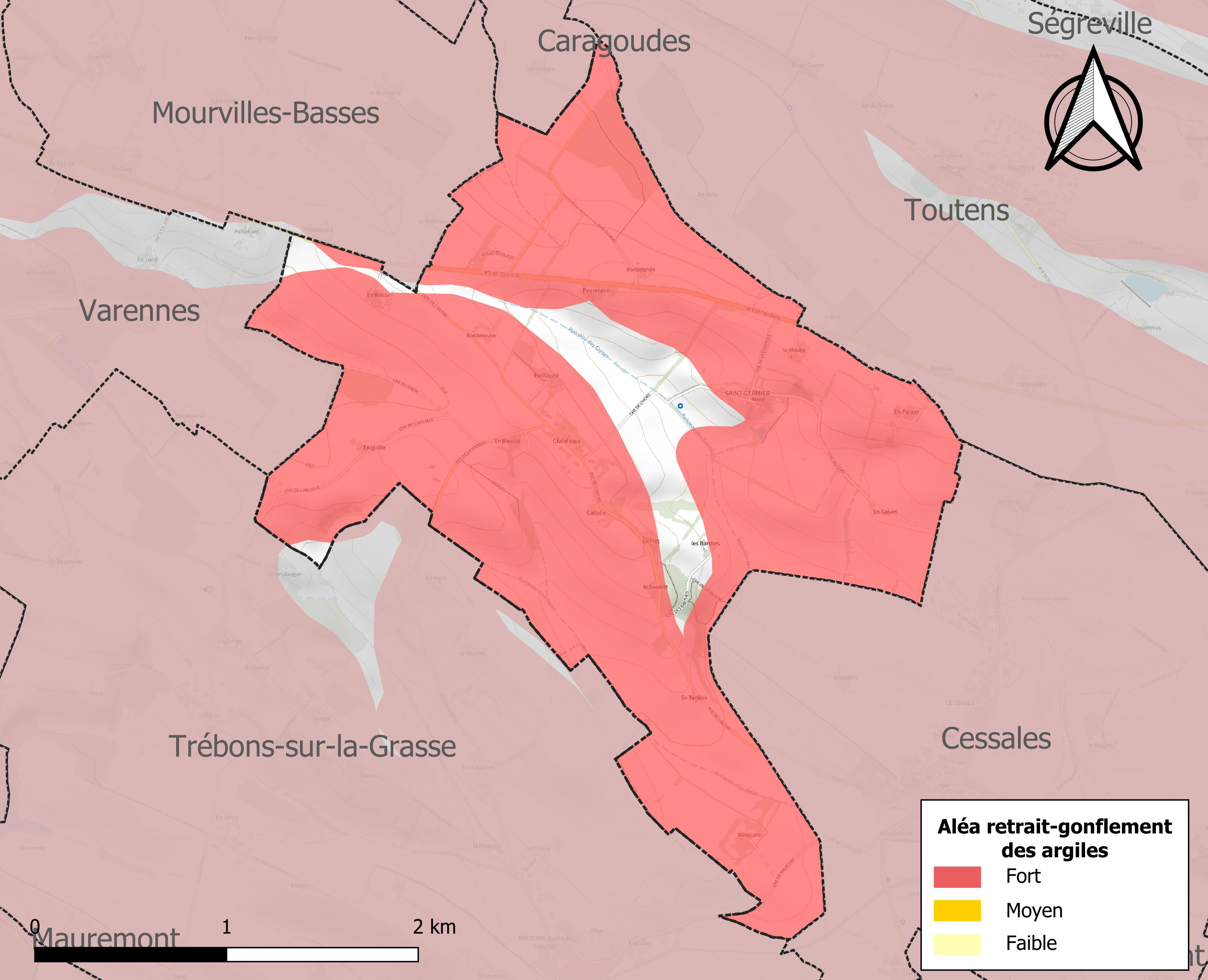
Carte des zones d'aléa retrait-gonflement des sols argileux de Saint-Germier.

Le retrait-gonflement des sols argileux est susceptible d'engendrer des dommages importants aux bâtiments en cas d’alternance de périodes de sécheresse et de pluie. 90,1 % de la superficie communale est en aléa moyen ou fort (88,8 % au niveau départemental et 48,5 % au niveau national). Sur les 44 bâtiments dénombrés sur la commune en 2019, 40 sont en aléa moyen ou fort, soit 91 %, à comparer aux 98 % au niveau départemental et 54 % au niveau national. Une cartographie de l'exposition du territoire national au retrait gonflement des sols argileux est disponible sur le site du BRGM,.
Par ailleurs, afin de mieux appréhender le risque d’affaissement de terrain, l'inventaire national des cavités souterraines permet de localiser celles situées sur la commune.
Concernant les mouvements de terrains, la commune a été reconnue en état de catastrophe naturelle au titre des dommages causés par la sécheresse en 2003 et 2016 et par des mouvements de terrain en 1999.

## Toponymie
Saint-Germier doit son nom à Germier de Toulouse évêque de Toulouse du XIIIe siècle.

## Politique et administration

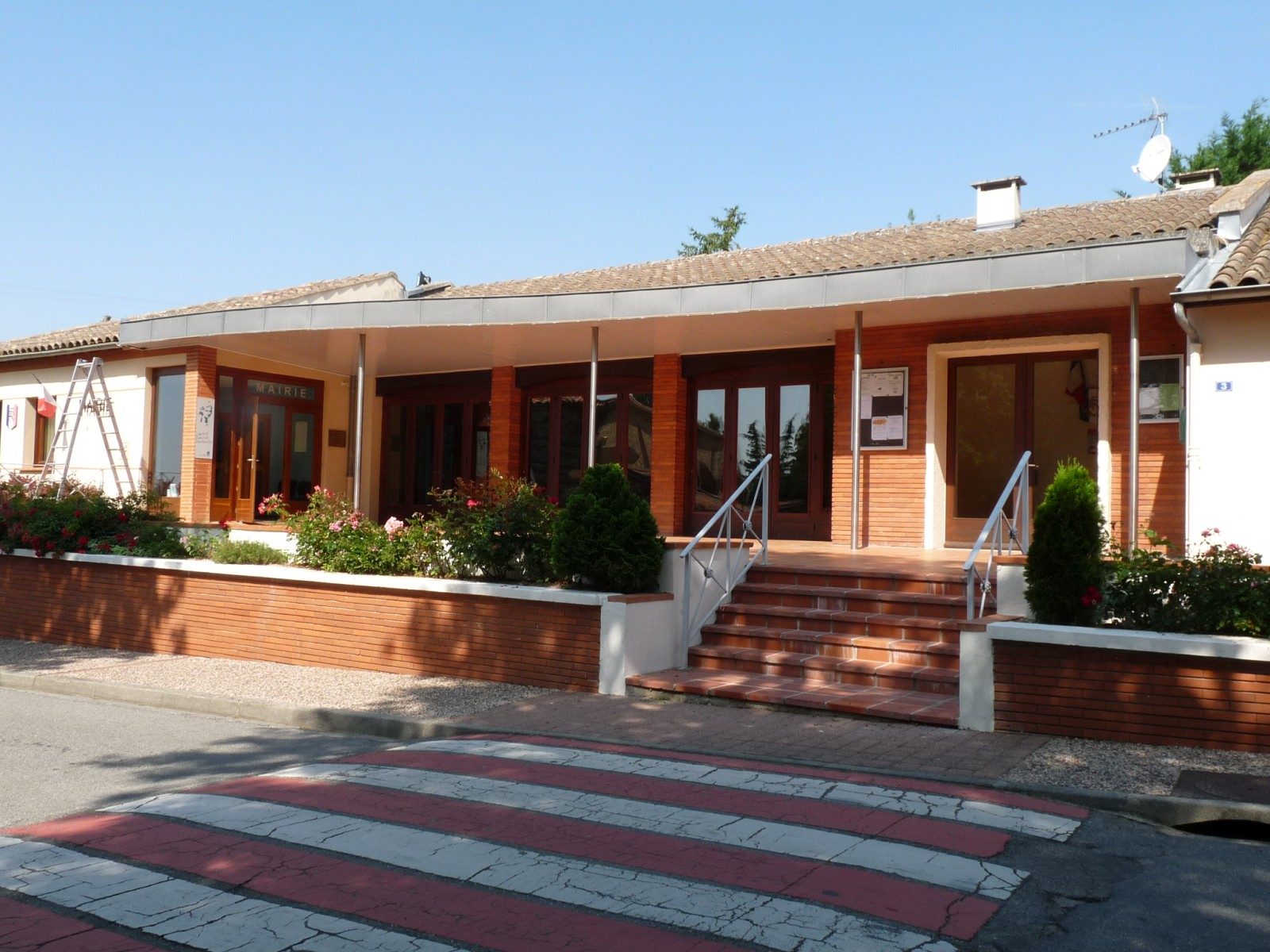
La mairie.

### Administration municipale
Le nombre d'habitants au recensement de 2011 étant compris entre 100 et 499, le nombre de membres du conseil municipal pour l'élection de 2014 est de onze,.

### Rattachements administratifs et électoraux
Commune faisant partie de la septième circonscription de la Haute-Garonne de la communauté de communes des Terres du Lauragais et du canton de Revel (avant le redécoupage départemental de 2014, Saint-Germier faisait partie de l'ex-canton de Villefranche-de-Lauragais et de la communauté de communes Cap-Lauragais).

### Liste des maires
| Période                                  | Période  | Identité            | Étiquette | Qualité |
| ---------------------------------------- | -------- | ------------------- | --------- | ------- |
| avant 1981                               | ?        | André Dupin         | PS        |         |
| 1982                                     | 1997     | Henriette Dupin     |           |         |
| 1997                                     | 2008     | Gérard Rouquet      | SE        |         |
| mars 2008                                | En cours | Esther Fons Escrich |           |         |
| Les données manquantes sont à compléter. |          |                     |           |         |

## Population et société

### Démographie
L'évolution du nombre d'habitants est connue à travers les recensements de la population effectués dans la commune depuis 1793. Pour les communes de moins de 10 000 habitants, une enquête de recensement portant sur toute la population est réalisée tous les cinq ans, les populations de référence des années intermédiaires étant quant à elles estimées par interpolation ou extrapolation. Pour la commune, le premier recensement exhaustif entrant dans le cadre du nouveau dispositif a été réalisé en 2005.

En 2022, la commune comptait 120 habitants, en évolution de +9,09 % par rapport à 2016 (Haute-Garonne : +8,02 %, France hors Mayotte : +2,11 %).
| 1793 | 1800 | 1806 | 1821 | 1831 | 1836 | 1841 | 1846 | 1851 |
| ---- | ---- | ---- | ---- | ---- | ---- | ---- | ---- | ---- |
| 277  | 124  | 155  | 148  | 149  | 175  | 175  | 185  | 181  |

| 1856 | 1861 | 1866 | 1872 | 1876 | 1881 | 1886 | 1891 | 1896 |
| ---- | ---- | ---- | ---- | ---- | ---- | ---- | ---- | ---- |
| 150  | 165  | 160  | 167  | 153  | 145  | 150  | 143  | 137  |

| 1901 | 1906 | 1911 | 1921 | 1926 | 1931 | 1936 | 1946 | 1954 |
| ---- | ---- | ---- | ---- | ---- | ---- | ---- | ---- | ---- |
| 125  | 130  | 127  | 96   | 93   | 98   | 102  | 112  | 101  |

| 1962 | 1968 | 1975 | 1982 | 1990 | 1999 | 2005 | 2006 | 2010 |
| ---- | ---- | ---- | ---- | ---- | ---- | ---- | ---- | ---- |
| 66   | 69   | 69   | 75   | 72   | 86   | 94   | 94   | 103  |

| 2015 | 2020 | 2022 | - | - | - | - | - | - |
| ---- | ---- | ---- | - | - | - | - | - | - |
| 111  | 118  | 120  | - | - | - | - | - | - |

| selon la population municipale des années : | 1968 | 1975 | 1982 | 1990 | 1999 | 2006 | 2009 | 2013 |
| Rang de la commune dans le département      | 463  | 521  | 527  | 471  | 513  | 479  | 477  | 475  |
| Nombre de communes du département           | 592  | 582  | 586  | 588  | 588  | 588  | 589  | 589  |

### Population
Répartition de la population en 20?? par tranches d'âges :
0  à 19 ans : 33,7 %
20 à 39 ans : 14,0 %
40 à 59 ans : 14,0 %
60 à 74 ans : 22,1 %
75 ans ou + : 6,9 %
Densité : 23 hab./km2 (nationale : 108 hab./km2)
Les statistiques montrent une population jeune au sein de la commune. Ceci est dû à une nouvelle génération de Saint-Germierois.

## Économie

### Emploi
|                | 2008  | 2013  | 2018  |
| -------------- | ----- | ----- | ----- |
| Commune        | 3,1 % | 9,8 % | 9,4 % |
| Département    | 7,7 % | 9,6 % | 9,3 % |
| France entière | 8,3 % | 10 %  | 10 %  |

En 2018, la population âgée de 15 à 64 ans s'élève à 81 personnes, parmi lesquelles on compte 82,4 % d'actifs (72,9 % ayant un emploi et 9,4 % de chômeurs) et 17,6 % d'inactifs,. En  2018, le taux de chômage communal (au sens du recensement) des 15-64 ans est supérieur à celui du département, mais inférieur à celui de la France, alors qu'il était inférieur à celui du département et de la France en 2008.
La commune fait partie de la couronne de l'aire d'attraction de Toulouse, du fait qu'au moins 15 % des actifs travaillent dans le pôle,. Elle compte 3 emplois en 2018, contre 12 en 2013 et 7 en 2008. Le nombre d'actifs ayant un emploi résidant dans la commune est de 60, soit un indicateur de concentration d'emploi de 4,8 % et un taux d'activité parmi les 15 ans ou plus de 72,4 %.
Sur ces 60 actifs de 15 ans ou plus ayant un emploi, 3 travaillent dans la commune, soit 5 % des habitants. Pour se rendre au travail, 96,8 % des habitants utilisent un véhicule personnel ou de fonction à quatre roues et 3,2 % n'ont pas besoin de transport (travail au domicile).

### Activités hors agriculture
10 établissements sont implantés  à Saint-Germier au 31 décembre 2019.
Le secteur du commerce de gros et de détail, des transports, de l'hébergement et de la restauration est prépondérant sur la commune puisqu'il représente 30 % du nombre total d'établissements de la commune (3 sur les 10 entreprises implantées  à Saint-Germier), contre 25,9 % au niveau départemental.

### Agriculture
|               | 1988 | 2000 | 2010 | 2020 |
| ------------- | ---- | ---- | ---- | ---- |
| Exploitations | 6    | 0    | 1    | 1    |
| SAU (ha)      | 130  | 0    | 67   | 93   |

La commune est dans le Lauragais, une petite région agricole occupant le nord-est du département de la Haute-Garonne, dont les coteaux portent des grandes cultures en sec avec une dominante blé dur et tournesol. En 2020, l'orientation technico-économique de l'agriculture  sur la commune est la culture de céréales et/ou d'oléoprotéagineuses. Une seule  exploitation agricole ayant son siège dans la commune est recensée lors du recensement agricole de 2020 (six en 1988). La superficie agricole utilisée est de 93 ha,,.

## Vie pratique

### Service public
La mairie est ouverte le vendredi matin.

### Enseignement
Saint-Germier fait partie de l'académie de Toulouse.
Les enfants du primaire sont scolarisés sur le regroupement pédagogique intercommunal. Les communes de Cessales, Trébons-sur-la-Grasse, Mauremont et Les Varennes accueillent les enfants selon leur classe. Les élèves du collège sont scolarisés à Villefranche-de-Lauragais.

### Culture
La fête locale est organisé chaque année le premier week-end de mai.

### Activités sportives
Malgré sa petite taille (3,74 km²), le village est dynamique dans ses activités. Au début des années 1990, le village s'est doté d'un court de tennis éclairé, grâce à la générosité de Henriette Dupin (maire de 1982 à 1997) qui donna à la commune le terrain nécessaire pour un franc symbolique. Chasse, randonnée pédestre,

### Écologie et recyclage
La collecte et le traitement des déchets des ménages et des déchets assimilés ainsi que la protection et la mise en valeur de l'environnement se font dans le cadre de la communauté de communes des Terres du Lauragais.

## Culture locale et patrimoine

### Lieux et monuments
Le village accueille une église, la mairie ainsi qu'une salle des fêtes.
- Église Saint-Germier de Saint-Germier.

### Personnalités liées à la commune
- Pierre Izard.

## Pour approfondir